# Rhododendron aurigeranum
Rhododendron aurigeranum är en ljungväxtart. Rhododendron aurigeranum ingår i släktet rododendron, och familjen ljungväxter.

## Underarter
Arten delas in i följande underarter:
- R. a. aurigeranum
- R. a. hirsutum

## Bildgalleri

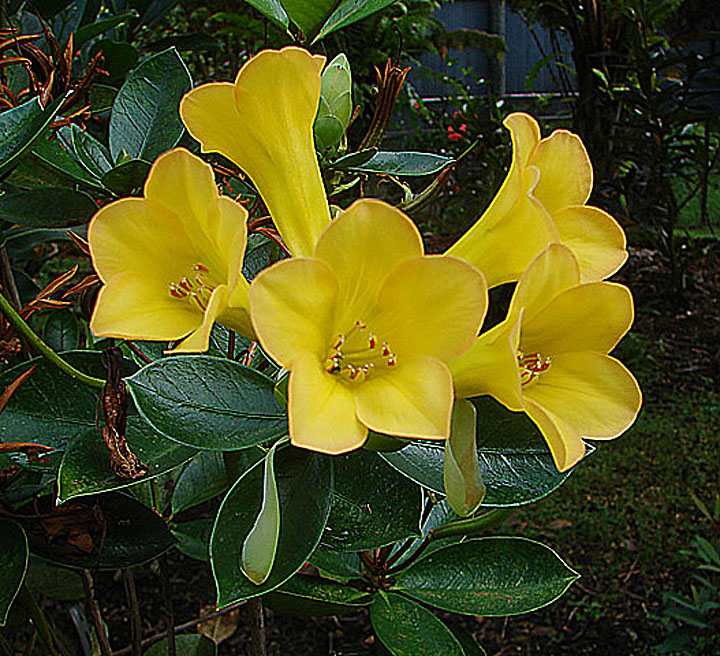
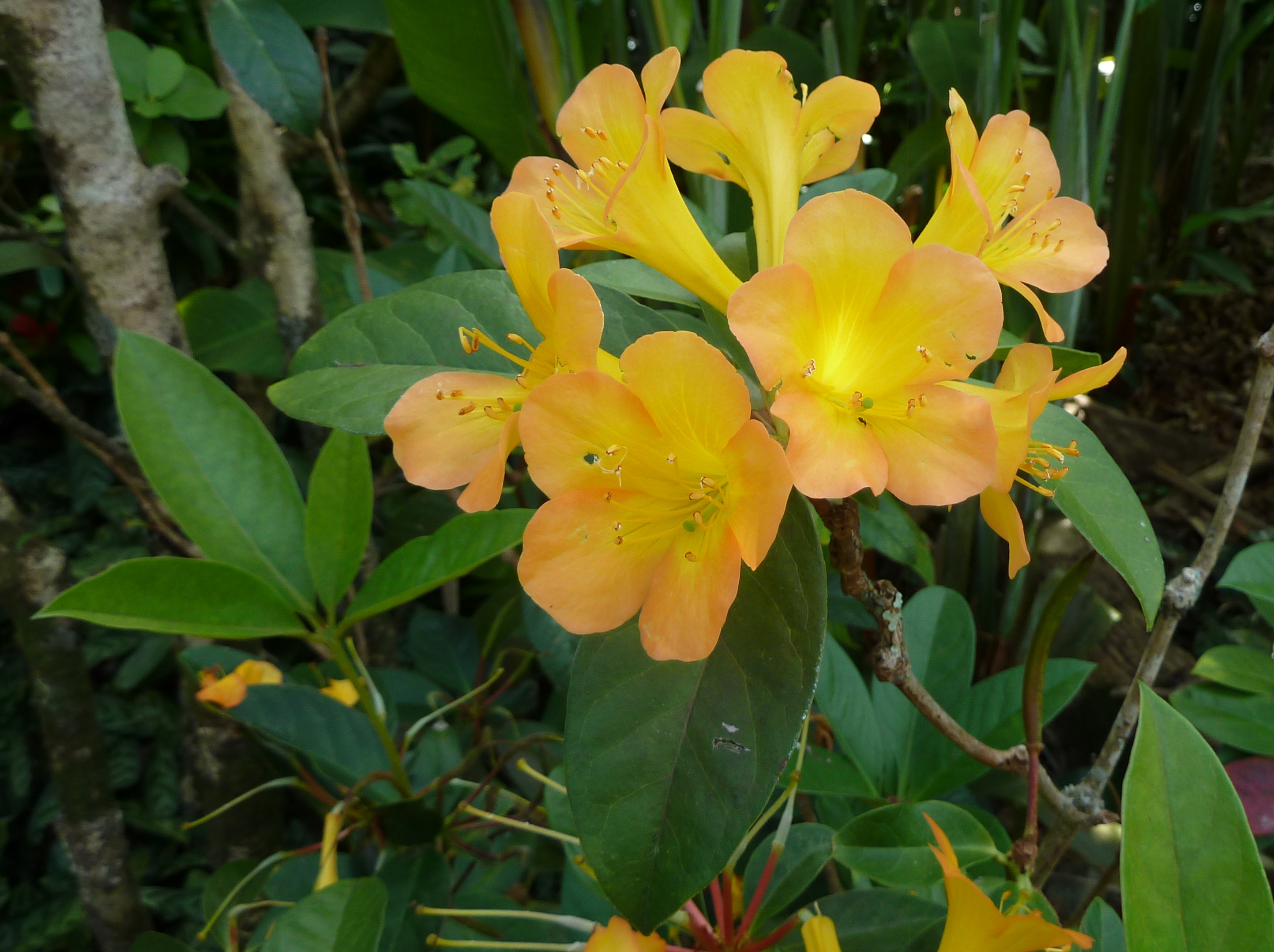